# Françoise Quiblier
Françoise Quiblier, coniugata Bertal (Parigi, 27 agosto 1953), è un'ex cestista francese.

## Carriera
Con la Francia ha disputato i Campionati mondiali del 1971 e quattro edizioni dei Campionati europei (1972, 1974, 1976, 1978).